# Thanon Charoen Krung

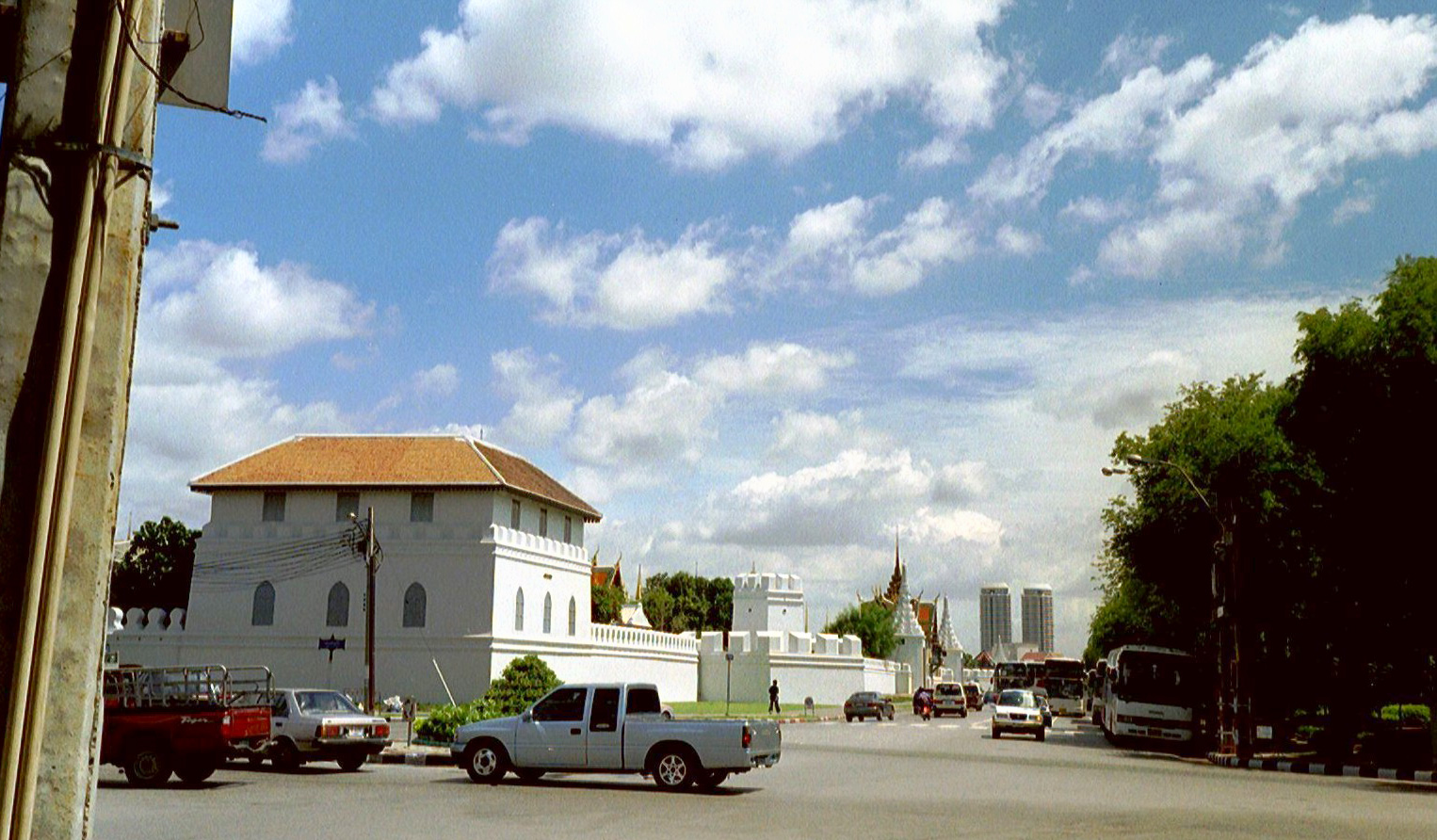
Thanon Sanam Chai: hier beginnt die Thanon Charoen Krung

Die Thanon Charoen Krung (thailändisch ถนนเจริญกรุง, englisch Charoen Krung Road, auch New Road, deutsch etwa „Straße, die die Stadt wachsen/reicher werden lässt“) ist eine Hauptverkehrs- und Geschäftsstraße in Bangkok, der Hauptstadt von Thailand.

## Geographie

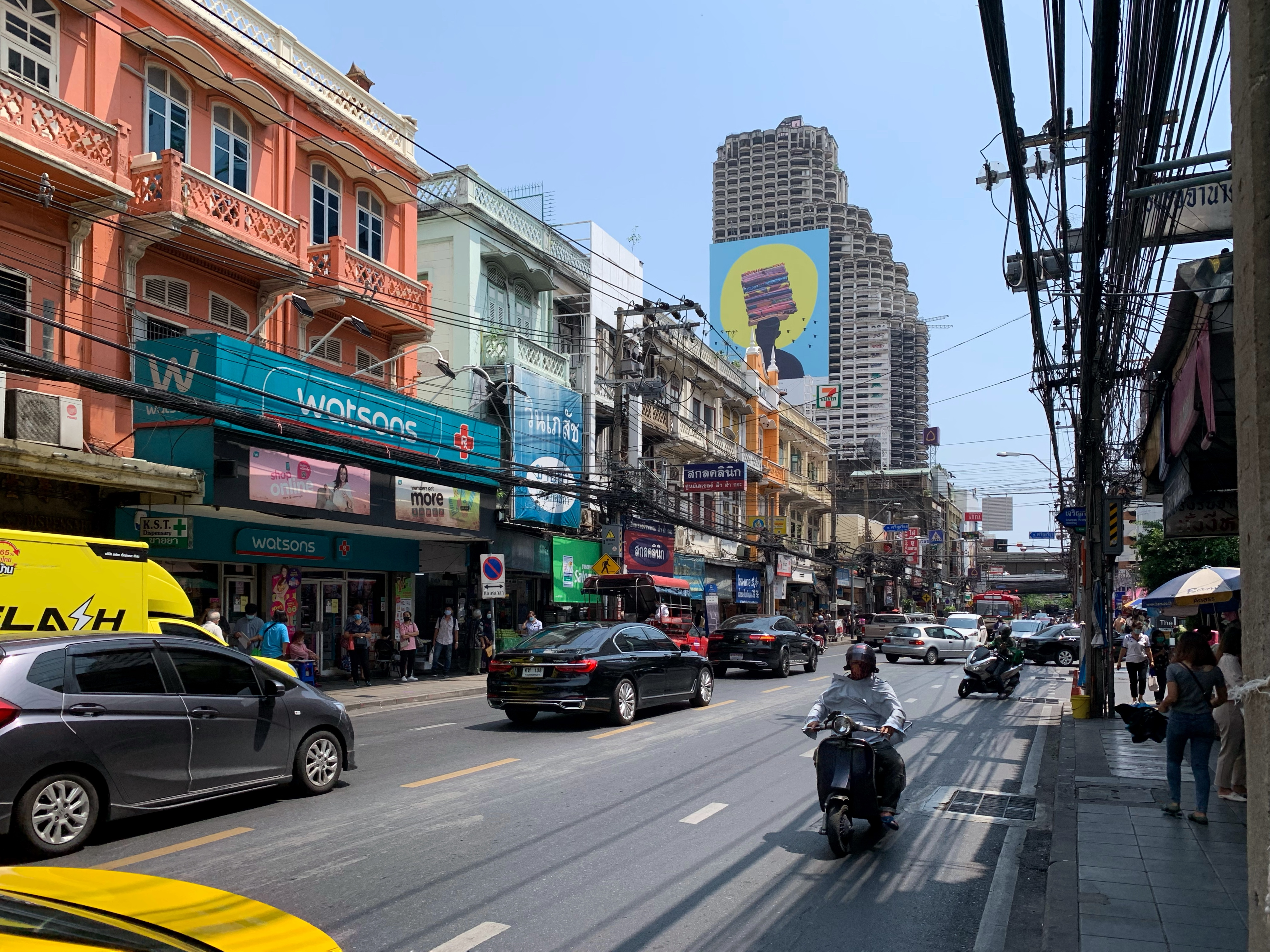
Thanon Charoen Krung im Stadtteil Bang Rak

Die Thanon Charoen Krung ist etwa acht Kilometer lang. Sie beginnt am Großen Palast von Bangkok und führt nahezu parallel zum Mae Nam Chao Phraya (Chao-Phraya-Fluss) auf dessen östlichem Ufer durch die Bangkoker Stadtteile Phra Nakhon, Samphanthawong, Bang Rak, Sathon und Bang Kho Laem bis zu einer Stelle, die „Thanon Tok“ (ถนนตก), wörtlich etwa: die Straße fällt (in den Fluss) genannt wird.

## Geschichte
Die Thanon Charoen Krung wurde zwischen 1861 und 1864, während der Regierungszeit König Ramas IV. (Mongkuts), errichtet und war die erste gepflasterte Straße der Metropole. Zuvor war der Verkehr der Stadt hauptsächlich auf Wasserwegen, den Khlongs, abgewickelt worden, weshalb Bangkok auch als „Venedig des Ostens“ tituliert wurde. Ihre Anlage war einer der ersten Schritte einer umfangreichen Modernisierung und Verwestlichung der 1782 gegründeten Hauptstadt. Die Errichtung einer befestigten Straße befriedigte den Bedarf der westlichen Händler- und Diplomatengemeinschaft in Bangkok nach einer sicher und bequem mit Fuhrwerken befahrbaren Verbindung zwischen dem Hafenbezirk mit den Handels- und konsularischen Vertretungen im Süden und dem historischen Zentrum Bangkoks rund um den Großen Palast. Sie wurde von dem in Siam ansässigen amerikanischen Missionar Dan Beach Bradley angeregt, damit Bangkok in den Kreis der Hauptstädte der „zivilisierten Welt“ treten könne. Zuvor bestand auf der Strecke nur ein alter Elefantenpfad. Im englischen Sprachgebrauch erhielt sie den schlichten Namen New Road. Entlang der neuen Straße, die durch das Chinesenviertel und die Siedlungen anderer Ausländer und Minderheiten führte, wurden moderne Geschäftshäuser errichtet.
Die Stadtteile entlang der Thanon Charoen Krung waren im frühen 20. Jahrhundert der Teil Bangkoks, der am stärksten einer europäischen (oder europäisch kolonisierten) Stadt glich. Geschäftsleute und die ersten Touristen fanden hier Läden mit westlichen Waren und moderne Apotheken. Auf der Straße verkehrte eine der ersten Straßenbahnlinien der Stadt. Diese wurde jedoch inzwischen eingestellt.

## Interessante Orte entlang der Straße

### Nördlicher Teil: vom Palast bis zur Stadtmauer
- Der Große Palast und Wat Pho liegen beide am Beginn der Straße.
- Der Sanam Saranrom – gegen Ende der Regierungszeit von König Mongkut (Rama IV.) ließ er östlich des Großen Palastes den Saranrom-Palast erbauen. Nachdem er den Thron an seinen Sohn Chulalongkorn übergeben hatte, zog er sich in diesen Palast zurück. Heute ist das ehemalige Palastgelände ein öffentlicher Park.[5]
- Die Saphan Mon – die „Mon-Brücke“ über den Khlong Lod wurde ursprünglich aus Teakholz in der Regierungszeit von König Phra Nang Klao (Rama III.) gebaut. Sie wurde aber in der Regierungszeit von König Vajiravudh (Rama VI.) durch eine Betonbrücke ersetzt. Die Händler der Volksgruppe der Mon pflegten ihre Bootshäuser in der Nähe dieser Brücke zu bauen.[6]
- Das Chalermkrung Royal Theatre (ศาลาเฉลิมกรุง) – das älteste Kino von Bangkok und das erste Kino mit Klimaanlage in Thailand. König Prajadhipok (Rama VII.) war begeistert von Filmen, dass er aus seiner eigenen Schatulle das Kino bauen ließ. Prinz Samaichalerm, der an der École des Beaux-Arts in Paris studiert hatte, entwarf das hexagonale Gebäude an der Thanon Charoen Krung. Das Kino wurde am 2. Juli 1933 vom König eröffnet, der auch den Namen aussuchte. Im Jahre 1992 wurde das Theater von Grund auf renoviert, um es an moderne, internationale Standards anzupassen. Heute werden nur noch selten Filme gezeigt, hauptsächlich dient es zur Vorführung von traditionellen thailändischen Khon-Dramen.
- Der Odeon-Kreisverkehr (Wong Wian Odeon) mit dem Tor im chinesischen Stil, das den Eingang zu Bangkoks Chinatown markiert.
- Die Saphan Damrong Sathit (สะพานดำรงสถิตย์) – Brücke über dem Khlong Ong Ang (คลองโอ่งอ่าง). Seit der Regierungszeit von König Mongkut (Rama IV.) gab es hier eine Stahlbrücke mit einer hölzernen Fahrbahn. Unter König Chulalongkorn (Rama V.) wurde sie durch eine andere Stahlbrücke ersetzt, als sowohl die Thanon Charoen Krung als auch die Damrong-Sathit-Brücke verbreitert werden mussten. Durch diese Erweiterung mussten ein Stadttor mit Name Sam Yot (Drei Spitzen), ein Teil der Stadtmauer und sogar das Tor zum Palast von Prinz Damrong Rajanubhab abgerissen werden. Bis heute musste diese Brücke noch zweimal verbreitert werden, um dem jeweiligen Verkehr zu genügen.[6]

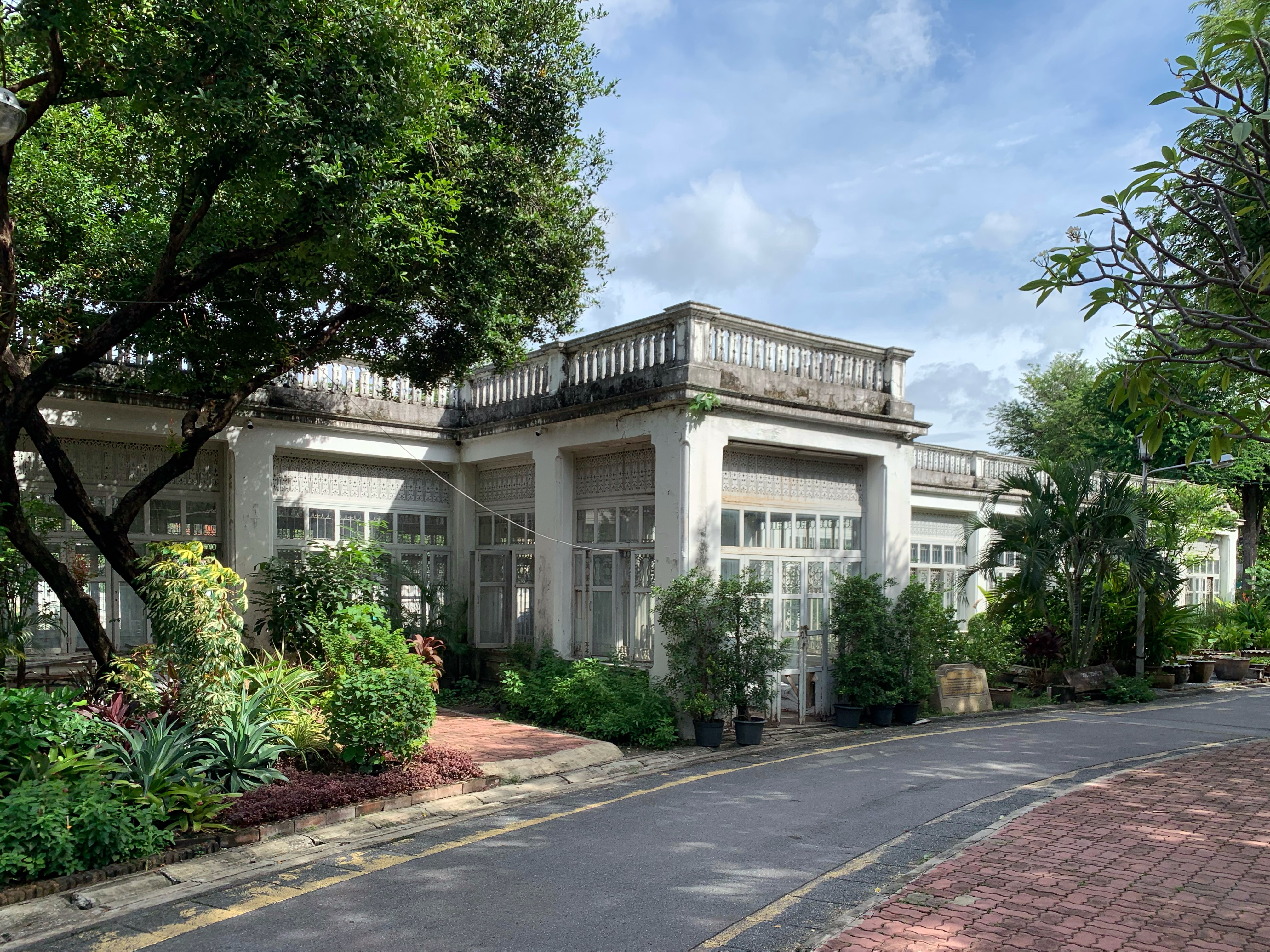
Saranrom-Park
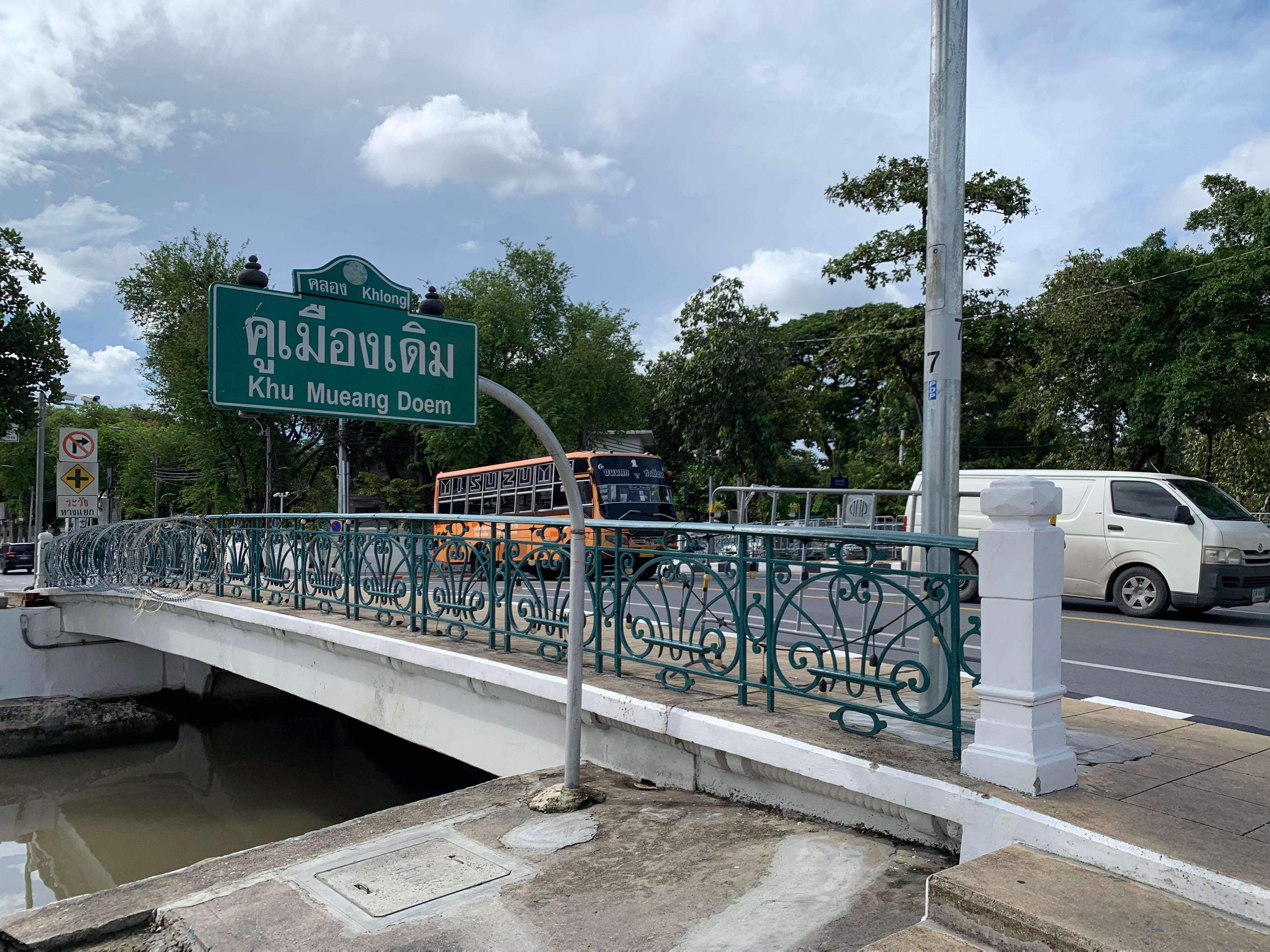
Mon-Brücke
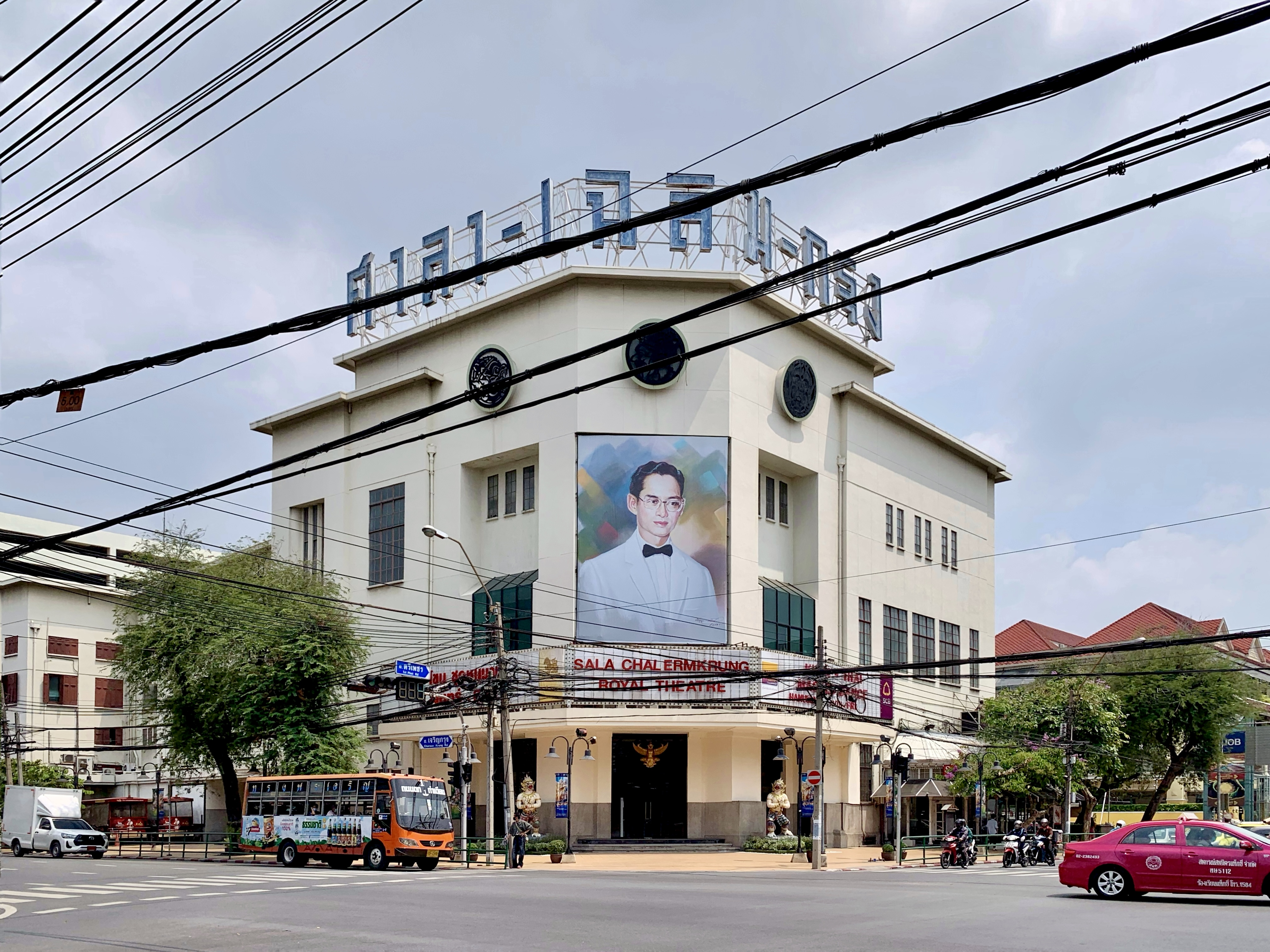
Chalermkrung Royal Theatre
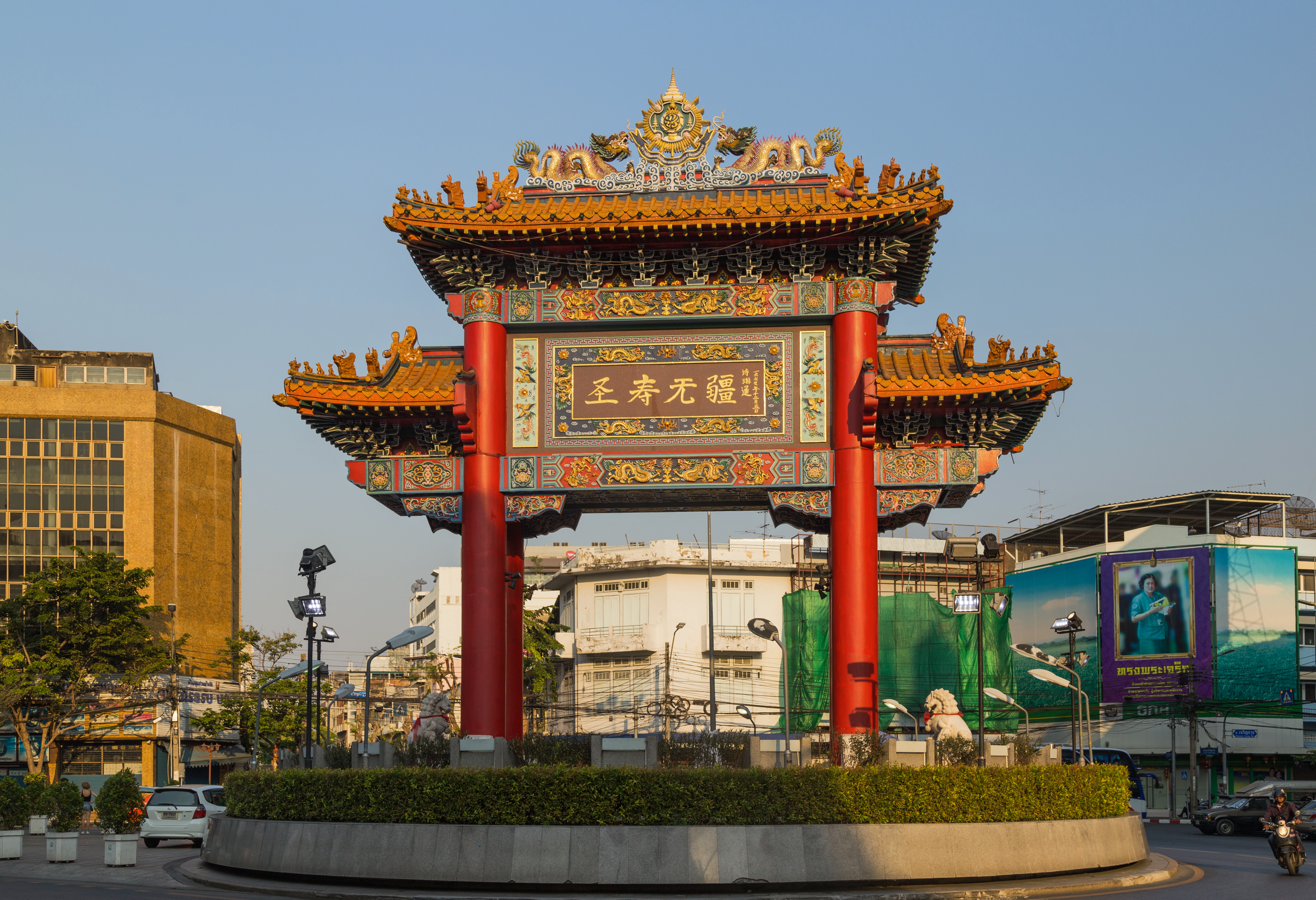
Chinesisches Tor auf dem Odeon-Kreisverkehr
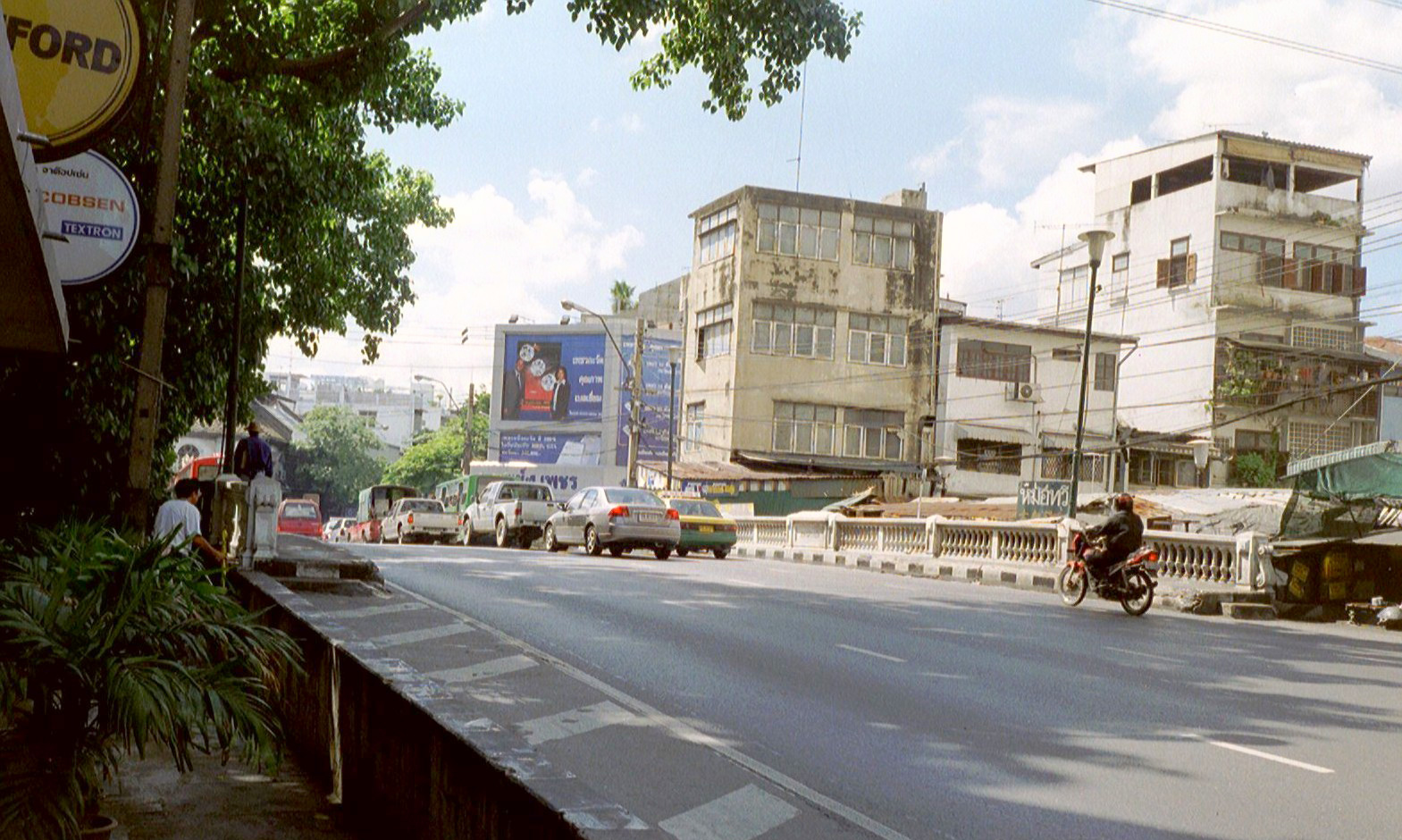
Damrong-Sathit-Brücke

### Südlicher Teil: von der Stadtmauer bis Thanon Tok
- Saphan Phitaya Sathira – diese Brücke aus dem Jahr 1895 über den Khlong Phadung Krung Kasem war zunächst eine Drehbrücke mit einem Stahlrahmen. Sie hieß auch „Saphan Lek Lang“ (Untere Stahlbrücke). In einem Gutachten aus dem Jahre 1887 wurde der schlechte Zustand dieser Brücke beschrieben, worauf sie zunächst repariert wurde. Nachdem im Jahre 1895 der Chefingenieur des Bau-Ministeriums Mr. Carlo Allegri Maßnahmen vorschlug, um den Verkehrsfluss auf der Thanon Charoen Krung zu verbessern, wurde die Saphan Lek Lang durch eine neue, breitere Drehbrücke ersetzt. Diese neue Drehbrücke blieb in Gebrauch, bis sie in der Regierungszeit von König Rama VI. durch die heutige Betonbrücke ersetzt wurde.[6]
- Das Hauptpostamt von Bangkok – das Gebäude beherbergte früher die britische Botschaft.
- Die Mariä-Himmelfahrt-Kathedrale (Assumption Cathedral) – die katholische Kathedrale wurde 1822 von einem Reverend Pascal erbaut, jedoch bereits 1919 erweitert. In ihrem Umfeld befindet sich auch die von katholischen Laienbrüdern betriebene Assumption-Schule.
- Das Hotel Oriental – das erste Hotel in europäischem Stil, 1876 von zwei Dänen erbaut, eines der namhaftesten Luxushotels Thailands.
- State Tower – einer der höchsten Wolkenkratzer Bangkoks
- Wat Yannawa – Königlicher Buddhistischer Tempel (Wat) aus der Ayutthaya-Periode.
- Asiatique The Riverfront – ehemaliges Gelände der dänischen Østasiatiske Kompagni in Bangkok, heute ein Freizeitkomplex

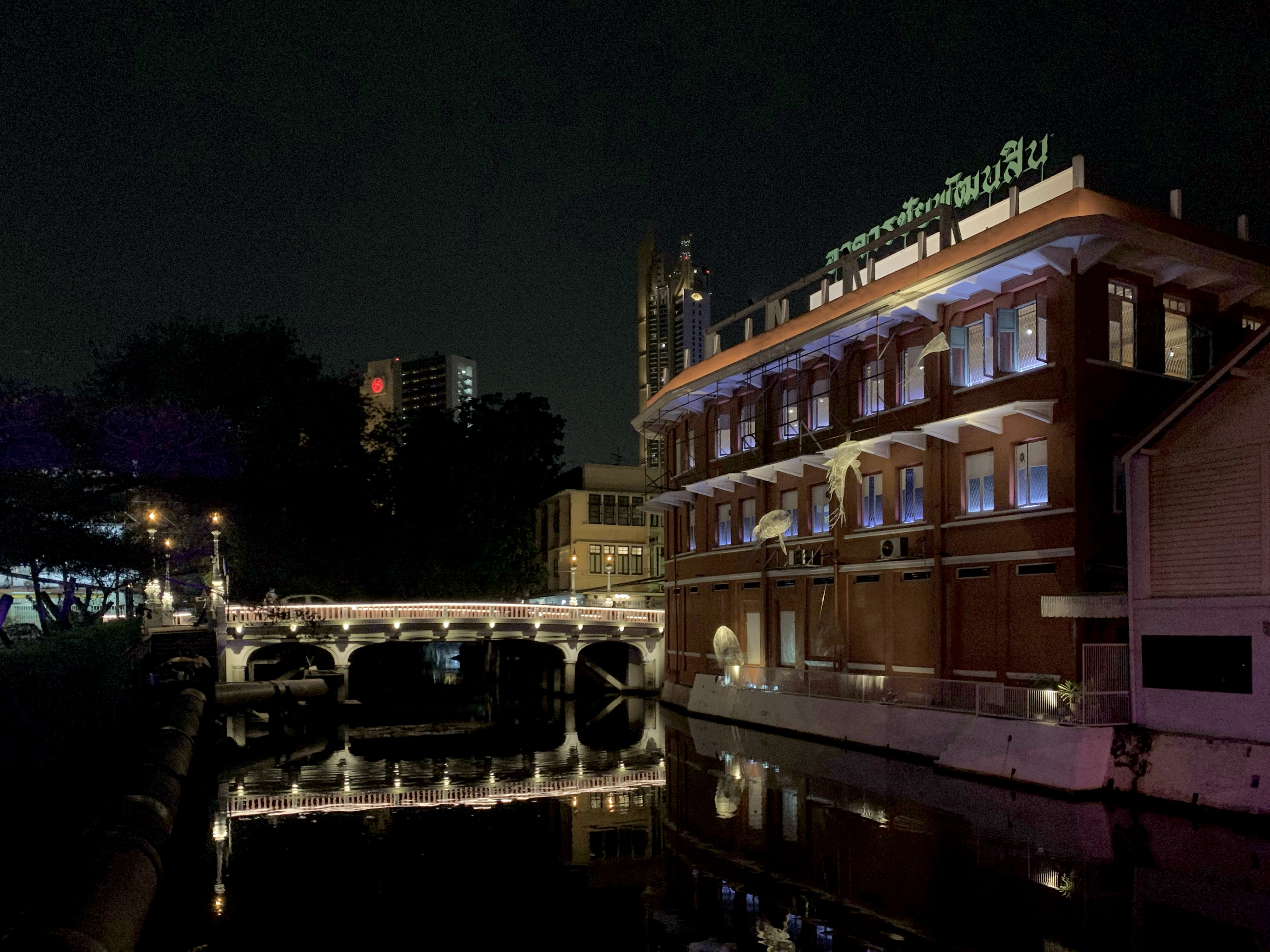
Brücke über den Khlong Phadung Krung Kasem
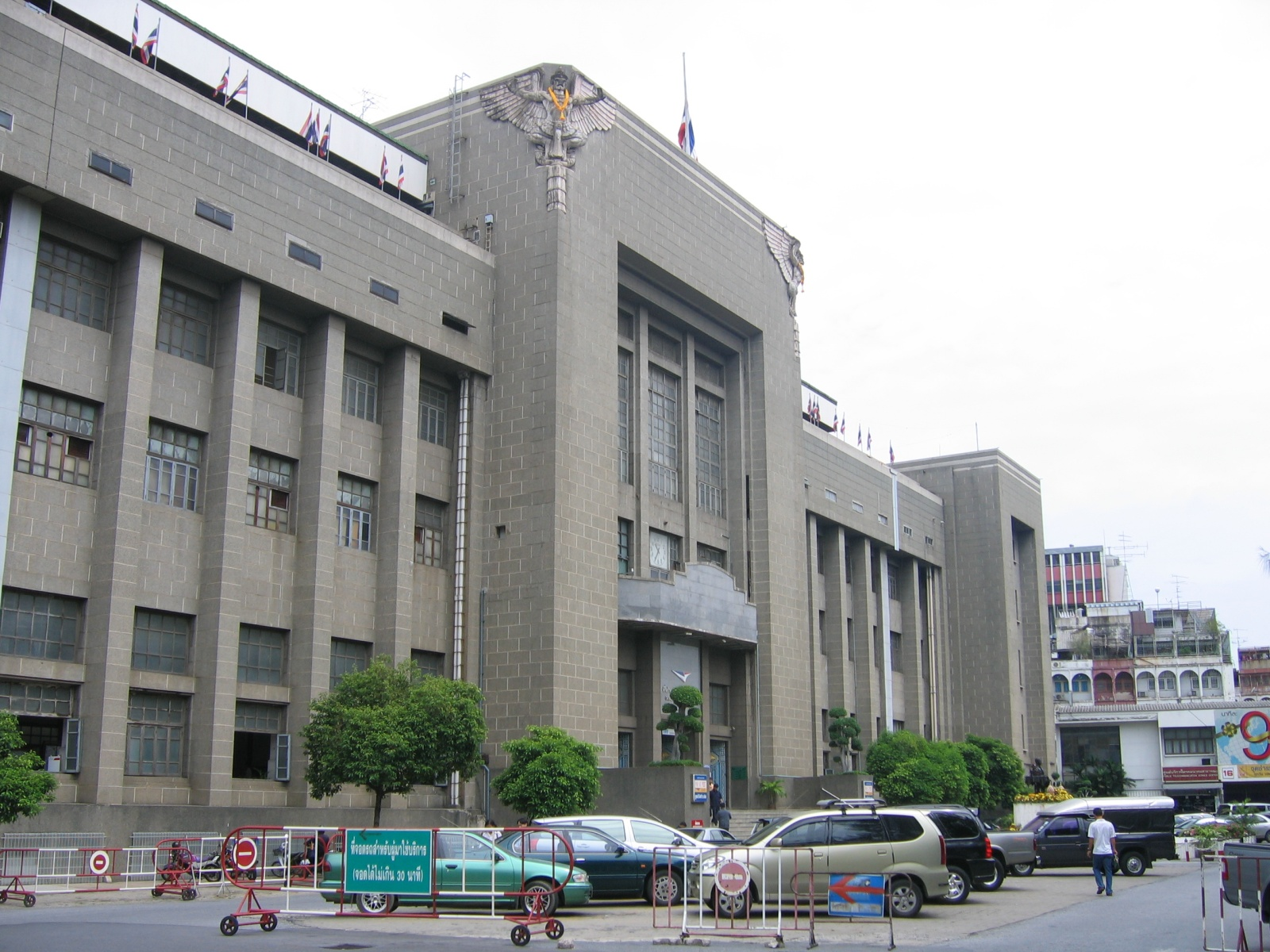
Bangkoks Hauptpostamt
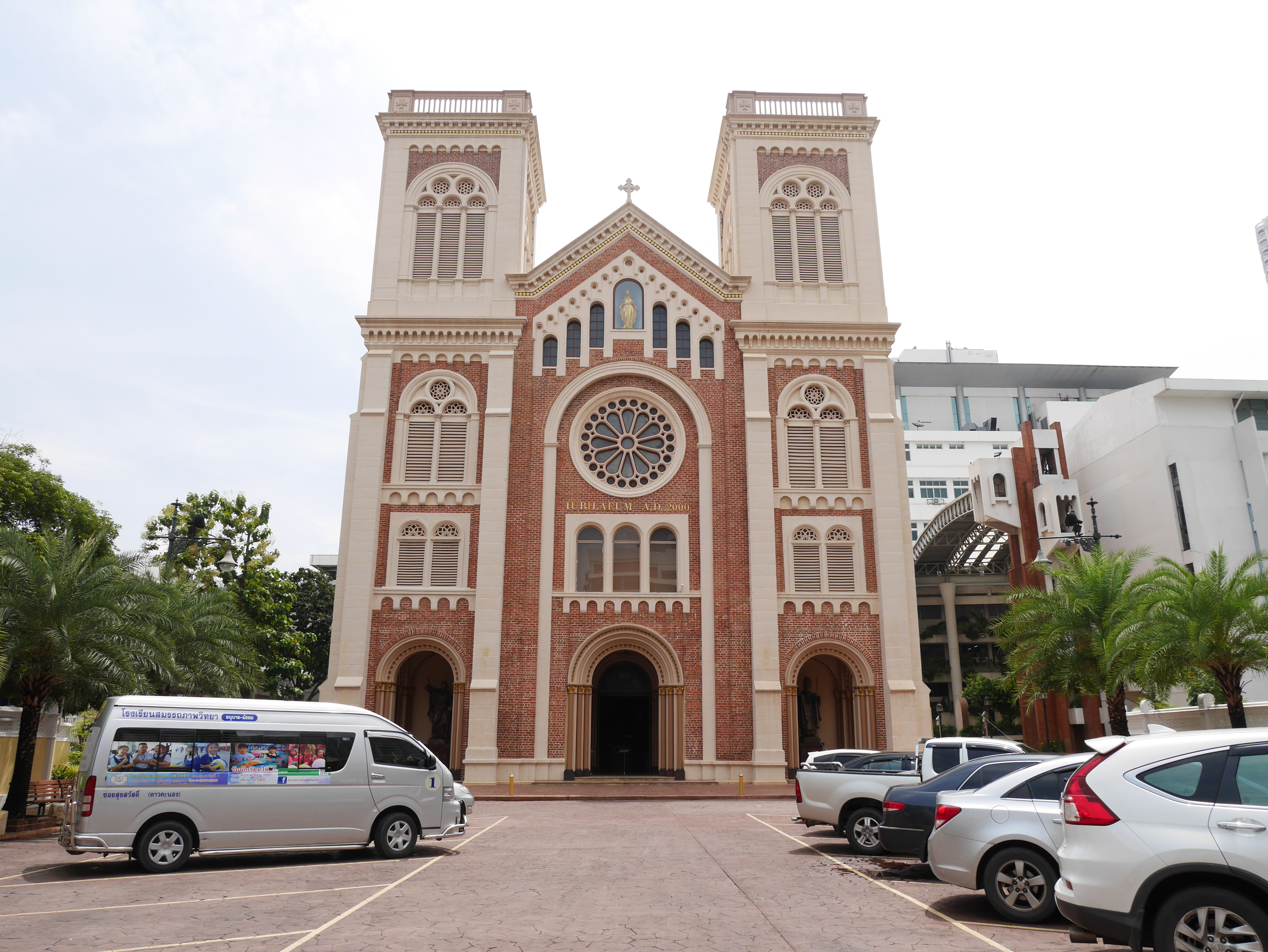
Mariä-Himmelfahrt-Kathedrale
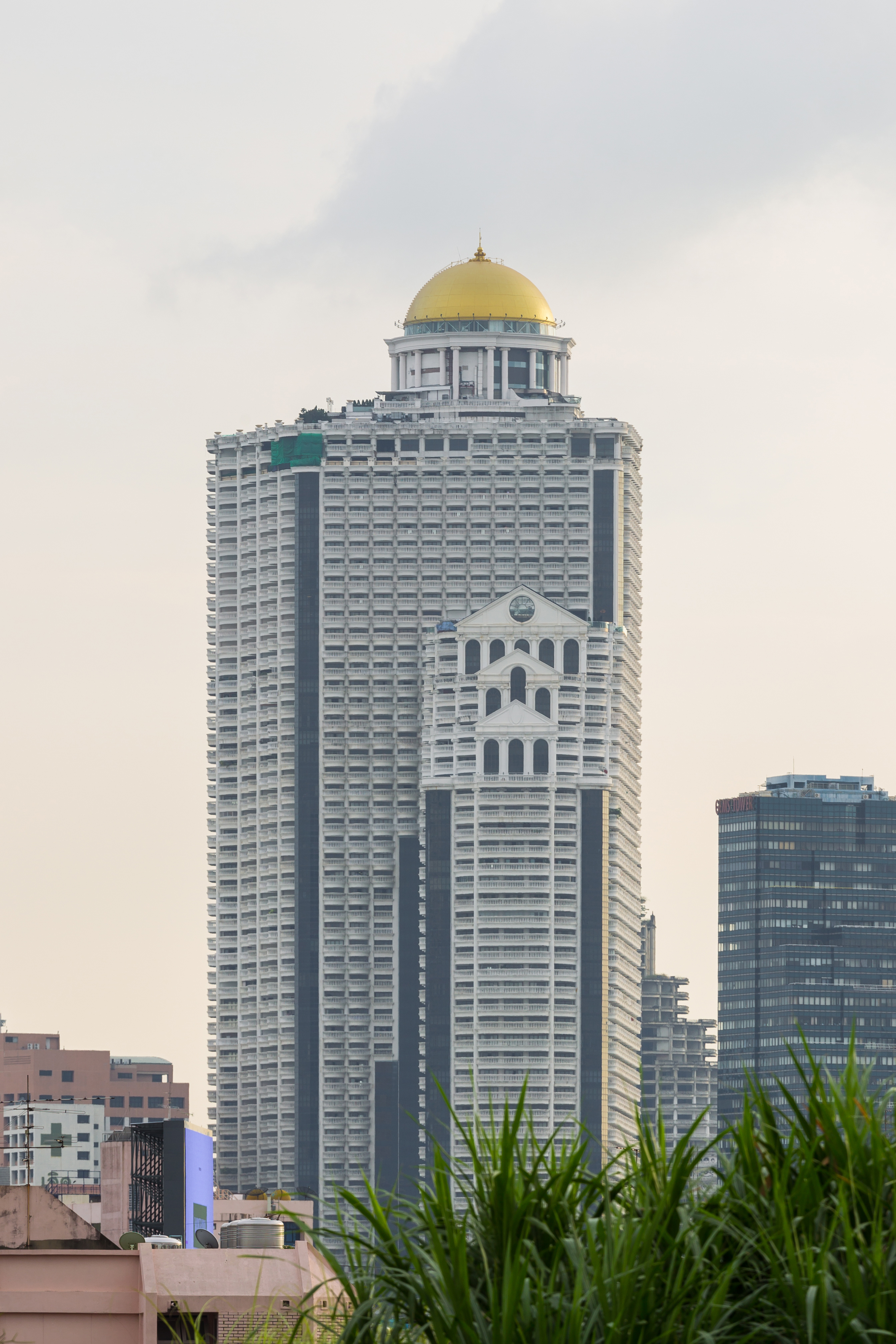
State Tower
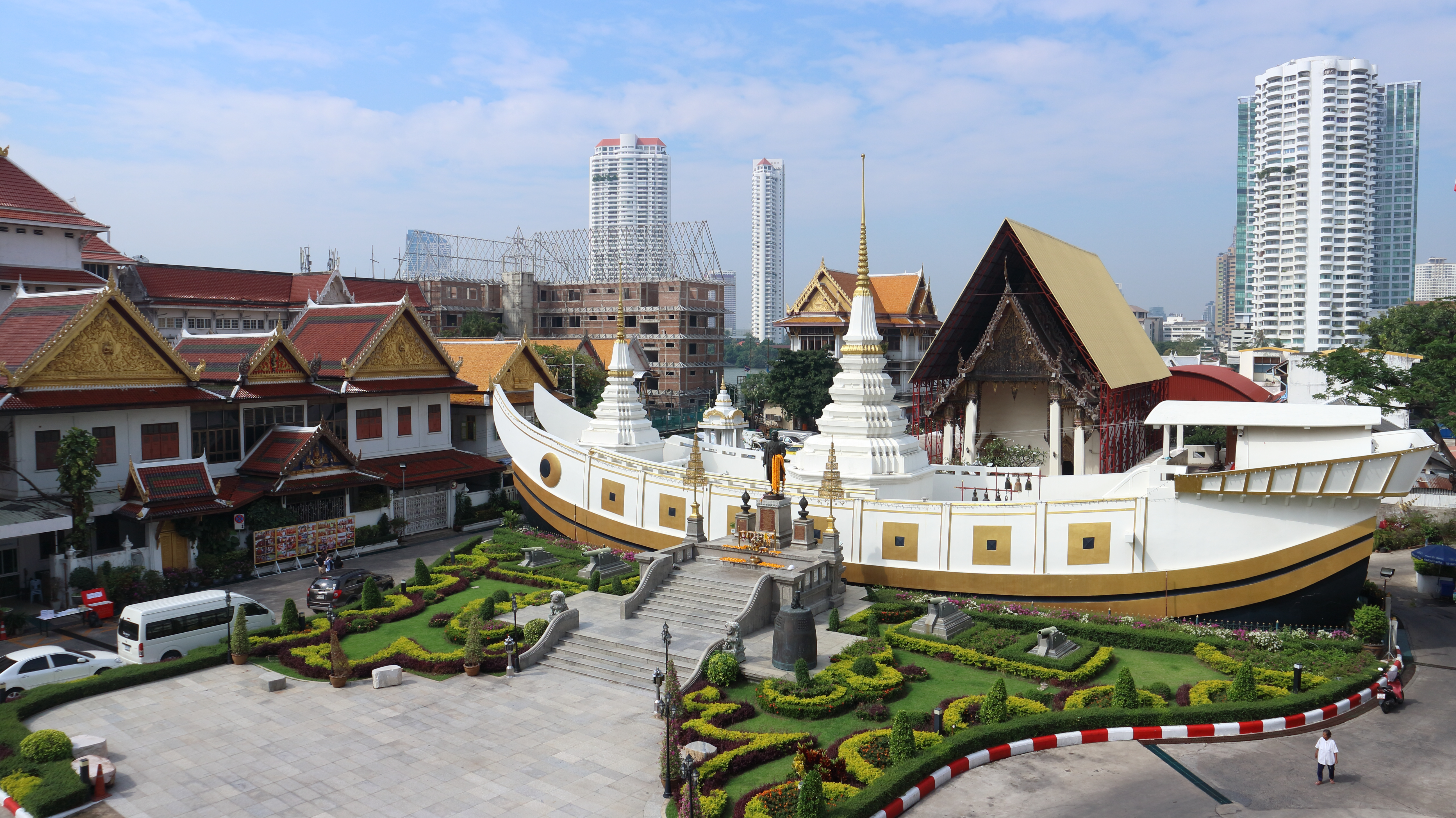
Wat Yannawa
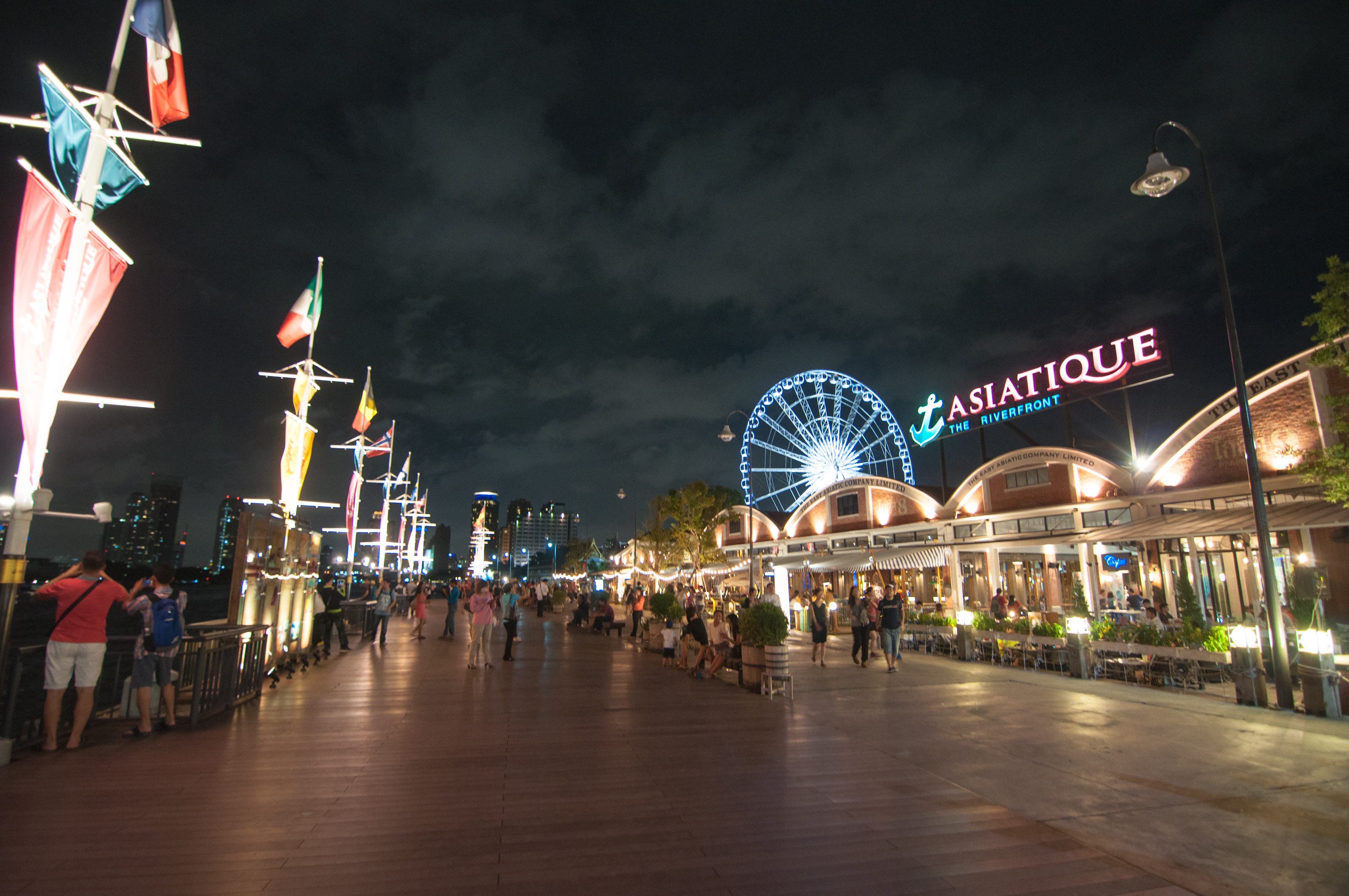
Asiatique-Freizeitkomplex